# 高皓正
高皓正（1977年9月29日—），原名高萬華，香港歌手、演員和節目主持人，基督徒，前無綫電視藝員，為著名社工高葆華之弟。

## 生平

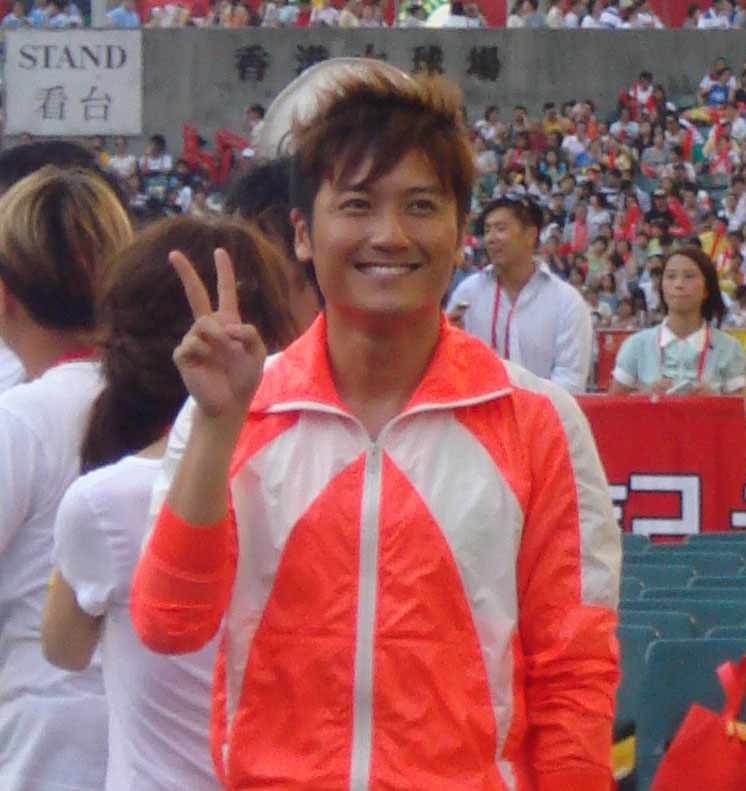
高皓正於2008年8月30日舉行的奧運金牌精英大匯演

他曾就讀於馬頭涌官立小學，伊利沙伯中學，香港中文大學哲學系畢業，副修性別研究，有「中大謝霆鋒」之稱。曾在香港電台擔任Web J及DJ，主持《性在有心》、《給電影的情書》、《Image Corner》等節目，及擔任無綫電視綜藝節目《東張西望》及九巴《路訊通》主持，亦有參與填詞、作曲之工作。
他曾為Starj & Snazz旗下歌手，2008年7月19日終於推出其首張專輯《真心唱歌》，收錄多首福音歌曲，並包辦大部分作品的曲詞。2009年尾樂壇天后鄭秀文於Moov Live音樂會翻唱其作品《不要驚動愛情》，其後收錄於福音大碟《信 Faith》中，成為熱播歌曲。2010年3月7日，與拍拖年多的醫生女友陸凱兒結婚，婚後決意以婚姻見證耶穌基督的愛情。同年正式離開無綫電視，並以自由身藝人身份接拍了亞洲電視劇集《親密損友》。2011年9月，與藝人何基佑創辦了「使徒行傳教會」，予文化界、演藝界的人士參與。2012年，簽約加盟成為王維基旗下香港電視網絡藝員。同年2月26日，女兒高純意出生（Rhema）。2013年12月30日，兒子高神悅出生。2014年5月，約滿香港電視。2019年4月28日，三女Ashar出生。高是一名虔誠的福音派基督徒，常駐acts church使徒行傳教會，亦常到各大小福音派教會、學校向青少年人分享見證。

## 音樂作品

### 專輯
- 《真心唱歌》

《真心唱歌》（CD+DVD）
推出日期: 2008年7月19日
| CD 1. 真心唱歌（鴻福堂廣告主題曲） 2. 時間停頓 3. 不要驚動愛情（福音電影《真的戀愛了？》插曲） 4. 愛妳也愛祂 5. 忘記背後（基督教互愛團契浪茄訓練中心主題曲） 6. 點起愛的火（普世基督徒關懷差會主題曲） 7. 相戀有罪 8. 瞓身 9. 不要驚動愛情（伴唱音樂） 10. 愛妳也愛祂（伴唱音樂） 11. 忘記背後（伴唱音樂） 12. 點起愛的火（伴唱音樂） 13. 真心唱歌（伴唱音樂） | DVD 1. 真心唱歌 MV 2. 不要驚動愛情 MV 3. 瞓身 MV |

### 未收錄於個人專輯歌曲
- 性在有心
- 偶然遇上的驚喜
- 孩子們，不要睡！
- 承諾（群星合唱）
- 雪中送暖（群星合唱）
- 抱抱團聚（群星合唱）
- 愛在香港（群星合唱）
- 奧運北京（群星合唱）
- 光輝的印記（群星合唱）
- 大節日（SNAZZ群星合唱）
- 智激校園（司徒瑞祈、余天欣合唱）
- 智激校園 Version 2（司徒瑞祈、余天欣合唱）
- 勇者（郭力行、吳卓羲、Sky合唱）
- I Wanna Love You（TVB劇集《學警雄心》片尾曲）（彭家麗合唱）
- IQ,CQ,EQ（翟兆麟、鄭世豪、杜港合唱）
- 為寂寞拍拖（范萱蔚合唱；收錄在《少女大帝》專輯）
- 愛我媽（收錄在《Bear label kids'songs vol.1》專輯）
- 義出必行（Snazz群星合唱 ; 收錄在《Bear label kids'songs vol.1》專輯 及《Just Go》專輯）
- 捐贈愛（「全球同步支持器官捐贈日」主題曲）
- 釋放驕陽（「驕陽青年問題賭徒復康計劃」主題曲）
- 聖誕新年Family（Snazz群星合唱）
- 世界變（「YeahShow 2009 林以諾牧師大型棟篤笑佈道會《世界變》」主題曲）
- 護脊操 (全港挺直護脊操主題曲)
- 有品都市新動力（香港有品運動推廣主題曲）
- Where Is My Home
- 去盡（舞台劇《秒速18米》主題曲》）
- 為神上路 (「方舟不是神話」全球巡迴佈道主題曲)
- 唯獨袮是王 (音樂劇《唯獨袮是王》主題曲)
- 辣著生命（《生命農夫Life Fama School Tour》主題曲）（狄易達、葉文輝合唱）（內地電台南方生活廣播「流行南方粵語兒歌大匯」冠軍歌曲（三人合唱版本））[4]

### 作曲
- 古天樂 - Mr. Cool
- 林　琬 - 得你如此珍惜我
- 范萱蔚 - 你的小天使
- 高皓正 - 真心唱歌、時間停頓、愛妳也愛祂、忘記背後、相戀有罪、性在有心、愛我媽、捐贈愛、釋放驕陽
- 高皓正、范萱蔚、葉文輝、裕　美、何卓瑩、狄易達、劉家麗 - 義出必行
- 高皓正、EO2、裕　美、鄧穎芝、何卓瑩、劉家麗、黃子菲、黃麗虹、梁浩賢 - 聖誕新年Family
- 梁雨恩 - What Love's All About
- 裕　美 - 水果大聯盟
- 鄭秀文 - 千年如一日
- 葉冬賢 - 無所不能、尖山隧道
- 兒童合唱 - 感謝天父、一粒石子、吞拿魚

### 填詞
- 2R - 2人新裝、愛情專櫃、9A1F
- ALBS - Dream On
- Dear Jane - 黑仔、我的志願
- EO2 - 三項鐵人
- Eternity - 永遠永不遠
- Eternity Girls - You are the One
- Love Mission - 耶穌太寶貴
- Shine - 戰友
- Soler - 兄弟、陪我飛、媽媽再見、長鼻子情聖
- 女生宿舍 - 全女打
- 王菀之 - 快樂小博士
- 古天樂 - 頭文字K
- 余文樂 - 愛快羅密歐
- 阮民安 - 賴蛤蟆
- 李彩樺 - 天使愛美麗
- 李逸朗 - 打氣、某某
- 周國賢 - 黃金入球
- 周慧敏 - 天家
- 周麗淇 - 龜兔戀
- 官恩娜 - 完成大我
- 林文龍、郭可盈 - 十指緊扣
- 林　琬 - 得如此珍惜我
- 范萱蔚 - 你的小天使、冬甩
- 范萱蔚、裕　美 - 一起愛、少女大帝
- 唐　寧 - 玻璃心、小乙
- 高皓正 - 真心唱歌、時間停頓、不要驚動愛情、愛妳也愛祂、忘記背後、相戀有罪、瞓身、愛我媽、性在有心、捐贈愛、釋放驕陽
- 高皓正、余天欣、司徒瑞祈 - 智激校園、智激校園 Version 2
- 高皓正、周永恆、梁嘉傑 - 開心保兒日記
- 高皓正、吳卓羲、郭力行、Sky - 勇者
- 高皓正、EO2、裕　美、鄧穎芝、何卓瑩、劉家麗、黃子菲、黃麗虹、梁浩賢 - 聖誕新年Family
- 張彥博、裕　美 - 愛上未愛上的愛
- 張致恆 - 彼得與王
- 張玉華 - 傻一次
- 張苡澂 - Venus
- 梁雨恩 - 到此一遊、What Love's All About
- 梁洛施 - 有鬼
- 梁靖琪 - 賤人
- 郭力行 - 我只是你哥、笨過人、鐵人、一撻即著、少兒武術
- 陳宇森 - 乞丐王子
- 陳明恩 - 反叛有因
- 陳紀匡 - 二號院、未結先分、聽自己唱歌
- 陳慧琳、林保怡 - 不配相擁
- 游茛維、楊洛婷 - 問問Master Joe
- 黃伊汶 - 愛失救
- 黃宗澤 - 有口難言
- 黃凱芹 - 天職
- 黃凱芹、陳松伶 - 最佳指引
- 黃馨 - 愛得起
- 葉文輝、高皓正、范萱蔚、裕　美、何卓瑩、狄易達、劉家麗 - 義出必行
- 葉文輝 - 我們的校歌
- 葉文輝、賈曉晨、狄易達、范萱蔚、區俊濤、張苡澂、劉家麗、黃子菲、黃麗虹、Yellow - 全宇宙過聖誕
- 葉文輝、狄易達、高皓正 - 辣著生命
- 裕　美 - 雪映移城、聖火狂熱、幸福秘方、童話Everyday、搭錯車、漂流記、水果大聯盟
- 賈曉晨 - 花貓變身豹、聽你的愛情、望夫石
- 鄭秀文 - 不要驚動愛情（國）、千年如一日
- 鄧穎芝 - 幼稚戀、繼續潮拜
- 鄧麗欣 - 親朋勿友（Solo '05）
- 鄧麗欣、傅　穎 - 親朋勿友
- 戴夢夢 - 鴻運到、雨裡同行
- 鍾舒漫 - 生命冊
- 譚詠麟、李克勤 - 左鄰右里（國）
- 羅力威 - 耶穌哭了
- 葉冬賢 - 無所不能、尖山隧道、溫水煮蛙
- 兒童合唱 - 感謝天父、一粒石子、吞拿魚

## 演出作品

### 電視劇（無綫電視）
- 2003年《當四葉草碰上劍尖時》 飾 劉克風（大黑）
- 2005年《奇幻潮》飾 John
- 2005年《學警雄心》 飾 安子豪
- 2006年《窈窕熟女》飾 成志美
- 2006年《鐵血保鏢》飾 山賊
- 2007年《學警出更》飾 安子豪
- 2008年《東山飄雨西關晴》飾 潘兆棠（年青）
- 2009年《古靈精探B》飾 高材生
- 2010年《老公萬歲》飾 陳永孝

### 電視劇（香港電台）
- 1999年《Y2K前的暑假》飾 Isabel追求者
- 2010年《愛回家》飾 Ray
- 2010年《火速救兵》飾 雷偉成
- 2012年《賭海迷徒》之“冠軍爸爸” 飾 Jacky [5]
- 2012年《私隱何價》之“小偷” 飾 Derek

### 電視劇（亞洲電視）
- 2012年《親密損友》飾 王志強

### 電視劇（香港電視網絡）
- 2014年《來生不做香港人》 飾 張泰來
- 2015年《童話戀曲201314》飾 林文浩 (Calvin)
- 2015年《第二人生》飾 高皓正(客串)

### 電視劇（其他）
- 2003年 Now.com網劇 《一起喝采》

### 舞台劇
- 2004年《再起舞》
- 2005年《唯獨祢是王》
- 2006年《唯獨祢是王》（重演）
- 2007年《留著愛》
- 2007年《方舟東遊記》
- 2008年《改造情人》
- 2008年《尋…謎》
- 2008年《野玫瑰之戀》
- 2009年《野玫瑰之戀》（重演）
- 2009年《野玫瑰之戀》（三度公演）
- 2010年《秒速18米》（重演）
- 2011年《秒速18米》（三度公演）
- 2011年《大家樂》
- 2012年《大家樂》（重演）
- 2012年《大家樂》（三度公演）

### 電影
2000年
- 《流氓師表》

2002年
- 《真心話》

2003年
- 《雙雄》
- 《無間道III》
- 《星夢情真》
- 《尋找周杰倫》

2004年
- 《魔幻廚房》
- 《爆裂都市》

2005年
- 《新警察故事》
- 《天地孩兒》

2007年
- 《真的戀愛了？》

2008年
- 《十分鍾情》

2010年
- 《天生我裁》

不詳
- 《草原上的女兒》

### MV
- 辣著生命  狄易達、高皓正、葉文輝
- 為神上路  高皓正
- 合照  - 黎詠欣
- 時間停頓  - 高皓正
- 男人心事  - 陳百祥
- 為寂寞拍拖  - 高皓正、范萱蔚
- 真心唱歌  - 高皓正
- 不要驚動愛情  - 高皓正
- 迎春花  - TVB兒童節目主持
- 大節日  - Snazz群星
- 京華春夢  - EO2
- 瞓身   - 高皓正
- 雨裡同行   - 戴夢夢
- 郎來了   - 楊千嬅
- 花灑  - 戴夢夢
- 白日夢之戀  - 戴夢夢
- 悟空   - 古巨基

### 節目主持

#### 無綫電視
- 2007年：《周大福Forevermark：閃耀真我》
- 2007年-2009年：《東張西望》
- 2008年-2010年：《智激校園》
- 2008年：《MTR Shops：車站購物情緣》

#### 亞洲電視
- 2011年：《開心保兒日記》
- 2012年：《ATV2012感動香港人物推選》

#### 有線電視
- 2013年：《極腦》

#### 香港電台 第二台
- 2005年：《給電影的情書》

#### 香港電台 數碼31台
- 2016年：《社區參與廣播時段：聆聽無聲世界》(龍耳製作)

#### TeenPower
- 2005年-2006年：《性在有心》 （與鄧萃雯，程翠雲主持）
- 2004年：Web J Show Up 之 Fion Zac 未分男女 （與容羡媛主持）

#### 其他
- 深圳有線節目：《新生活》
- Roadshow：《手機十大音樂排行榜》
- UonLIVE - 潮頻道：《正能量》&《性利道》
- 新城電台：《潮唱天使》

### 綜藝節目

#### 無綫電視
- 2009年：《大咕窿》第二輯
- 2022年：《思家大戰》

### 廣告
- 羽絨城（電視）
- Dr.Jeff（電視）
- 爽浪無糖香口珠（平面）
- 彩福皇宴婚宴專門店（電視）
- 鴻福堂（平面及電視）
- 912立法會投票宣傳片（演出及聲演）
- Converse（平面）
- 運動家（電視）
- 雀巢咖啡（電視）
- P&G（電視）
- Tempo紙巾（電視）
- 渣打銀行（平面）
- 麥當勞（電視）
- 家樂牌快熟通心粉
- 雀巢檸檬茶
- Enclar手錶廣告
- 恆生銀行信用卡
- 佐丹奴
- 必勝客
- 可口可樂
- 職業安全
- 香港旅遊協會
- 恭和堂
- 德信茶包
- 百事波鞋
- 時代廣場
- 羅浮宮婚紗
- 念慈庵潤喉糖
- 保誠保險
- 大褔証券
- 美國大通銀行
- NOKIA
- 宜家傢俬
- U-Right
- Neway
- 邦民日本財務

## 其他
1998年-2000年
- 1998年至2000年：中文大學街頭舞表演排舞舞蹈員

2000年
- 七大聯校畢業生舞蹈組織「UniDancity」  成員 及 排舞

2004年
- 香港健康促進及教育協會  健康大使

2006年
- TVB  Promo Rider
- 工展會  工展大使
- 青年商會  家庭和諧日 - 熱愛家庭大使
- Watoto兒童合唱團  希望之聲音樂會香港之旅 - Watoto大使
- 睇波不賭波．不賭樂趣多  不賭大使
- 青少年愛滋教育中心  大使（2006年至今）

2007年
- 香港吸煙與健康委員會  「心」呼吸一齊戒煙活動 - 無煙大使
- 維護生命及家庭網絡  「給爸爸的情書」徵文比賽 - 親親爸爸大使
- 麥理浩夫人中心  922賣旗日 - 愛心之星

2008年
- 普世基督徒關懷差會  關懷大使（2008年至今）
- 全球同步支持器官捐贈日  愛心大使
- 工業福音團契  驕陽青年問題賭徒復康計劃 - 驕陽大使（2008年至今）

2009年
- 中華錫安傳道會  九龍賣旗日 - 愛心大使
- 基督教家庭服務中心  慈善大使
- 兒童脊科基金  護脊之星（2009年至今）
- 協基會  讀樂無窮「學習困難兒童關懷計劃」- 宣傳大使
- 香港弱智人士家長聯會  523港島區賣旗日 - 愛心大使
- 香港有品  品格推廣大使
- 第十五屆亞洲太平洋浸信會青年大會  宣傳大使
- 北區青年商會  第十八屆兒童金口獎比賽 - 活動大使
- 信義會  抗毒大使
- 晉峰青年商會  中華兒女大使
- 沙田節日燈飾統籌委員會  沙田燈飾推動大使

2010年
- 職業安全健康局及勞工處  職安健大使
- 廠商會中學  「愛生命導航計劃」- 關愛大使
- 香港小童群益會  抗逆大使
- 聖公會聖匠堂社區中心  九龍城智Net之星
- 香港童軍總會  新界地域童軍之星
- 香港中華基督教青年會  燃亮大使

2011年
- 循道衛理亞斯理社會服務處  新界區賣旗日大使
- 浸信會愛羣社會服務處  『同行2』籌款活動 - 同行大使
- 世界腎臟日在香港  愛心大使
- 基督教靈實協會  耆樂大使
- 基督教勵行會  愛心共融大使
- 永恆音樂事工  EMM 123步行籌款 - 音樂籌款大使
- U-Fire Network 燊火青年網絡  SOLT 1.0 傳薪領袖服務計劃 2011-2012-Super Mentor

2012年
- 保協慈善基金  生命傳愛行動之星
- 香港肌健協會  生命大使
- 愛德基金會  「活水‧ 行」 2012 － 打氣大使
- 香港基督少年軍  賣旗日愛心大使
- U-Fire Network 燊火青年網絡  SOLT 2.0 傳薪領袖服務計劃 2012-2013-Super Mentor

2013年
- 香港耆康老人福利會  賣旗日大使
- 香港啟發課程  美滿家庭大使
- 華苗薈  愛與夢大使
- 香港商業領袖培訓計劃  活動大使
- 十一良心消費月  愛心大使

## 獎項
- 中學聯校歌唱比賽冠軍

1998年
- 中文大學四院劇賽  最佳演員獎
- 國際大學生選舉決賽  Mr Talent

2000年
- 中文大學歌唱比賽  作曲組冠軍 及 最佳填詞

2006年
- PM第五屆夏日人氣歌手頒獎禮  PM人氣唱作男新人

2008年
- 新城勁爆兒歌頒獎禮2008  勁爆兒歌獎《愛我媽》
- 新城勁爆頒獎禮2008  新城勁爆原創廣告歌曲獎《真心唱歌》

2010年
- 3周刊「父母最愛信心品牌2010」  最具潛質爸爸大獎
- 勁歌王頒獎禮  勁歌王金曲金榜創作歌手
- 新城勁爆頒獎禮2010  新城勁爆合唱歌曲《辣著生命》
- 第三十三屆十大中文金曲  金曲填詞獎《不要驚動愛情》

2011年
- Lisa味道雜誌 品味生活大奬
- 新城勁爆兒歌頒獎禮2010 勁爆兒歌獎《辣著生命》
- uChannel Youth最喜愛健康形象歌手

2012年
- 新城勁爆兒歌頒獎禮2011  勁爆創作大獎《開心保兒日記》

## 外部連結
- 高皓正的Facebook專頁
- 高皓正的新浪微博
- 高皓正在互联网电影资料库（IMDb）上的資料（英文）（英文）
- 高皓正在香港影庫上的簡介